# Bücker Bü 131
Bücker Bü 131 - foi o primeiro projeto da Bücker Flugzeugbau GmbH, sediada em Johannisthal na Alemanha, foi um avião de treino biposto, conhecido como Bücker Bü 131 "Jungmann" (Jovem).
O avião foi utilizado pela Luftwaffe durante a Segunda Guerra Mundial dando apoio a infantaria alemã e também ataques ao solo. O avião também foi exportado para Hungria, Holanda, Romênia e Japão. No Japão, o aparelho foi produzido sob licença pelas fábricas de aviões Kokusai e Kyushu, sendo utilizado tanto pelo exército e pela marinha imperial japonesa.

## Imagens

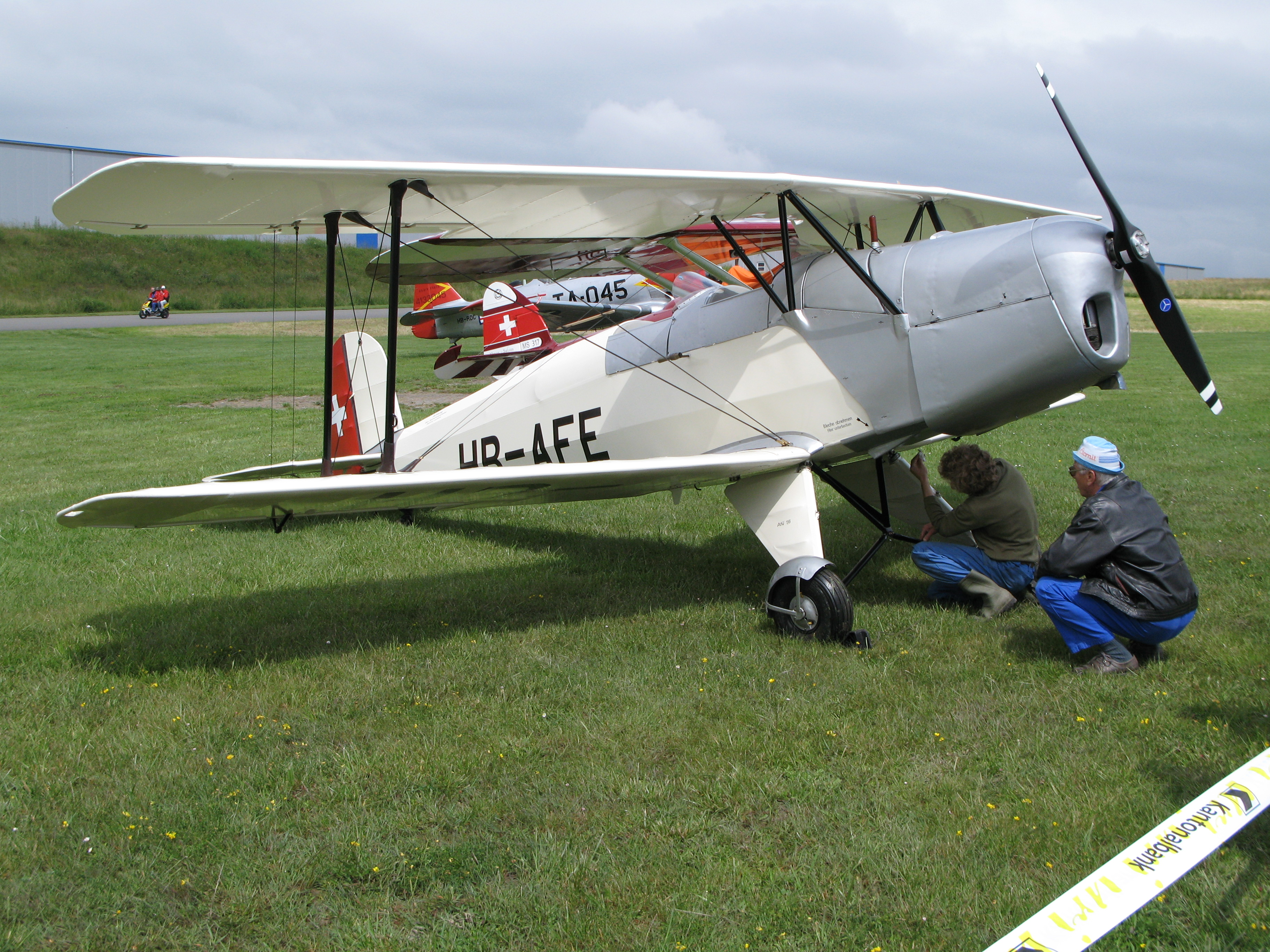
Bücker Bü 131 de 1938.
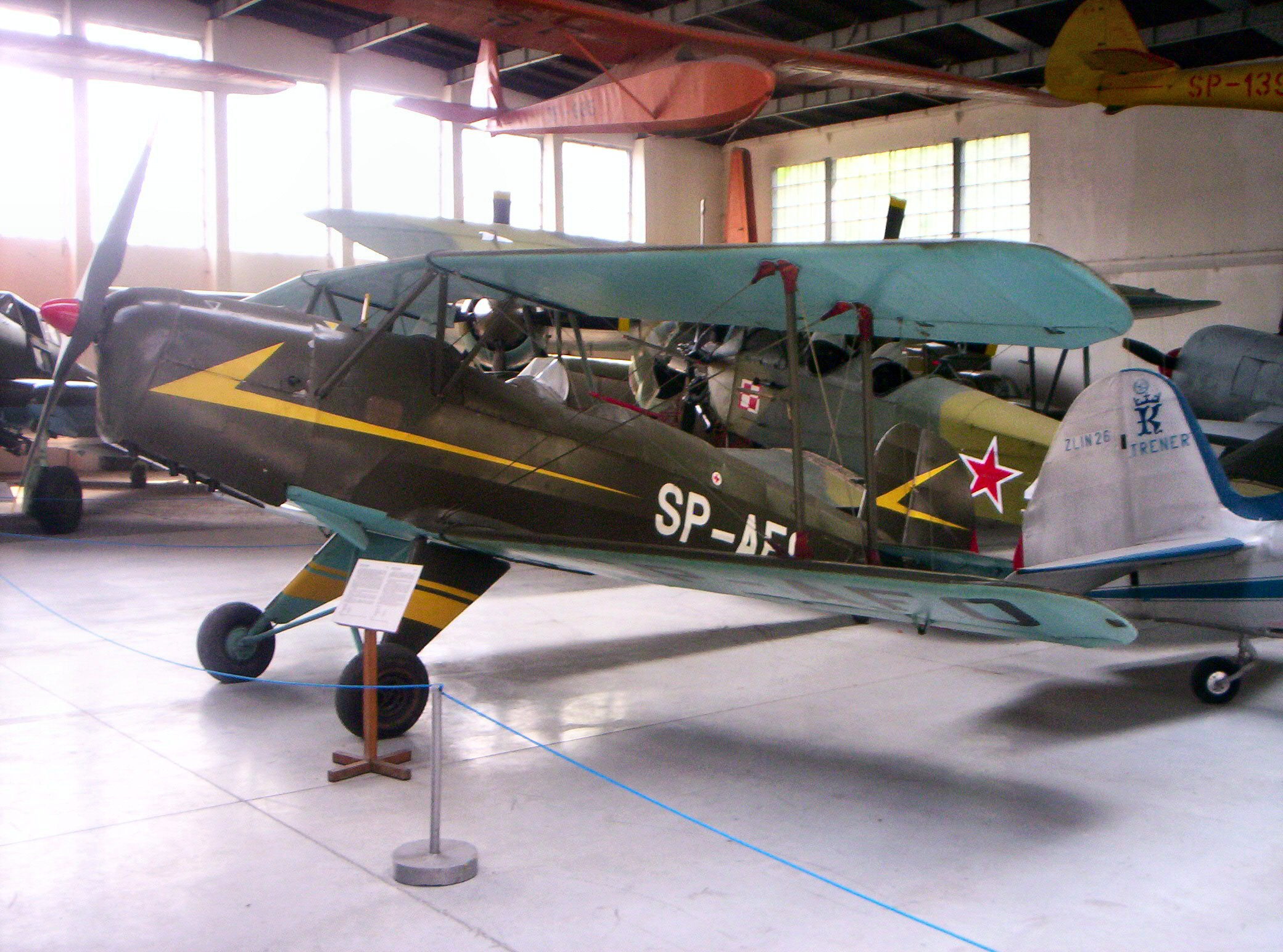
Bücker Bü 131B no Museu polonês da aviação.
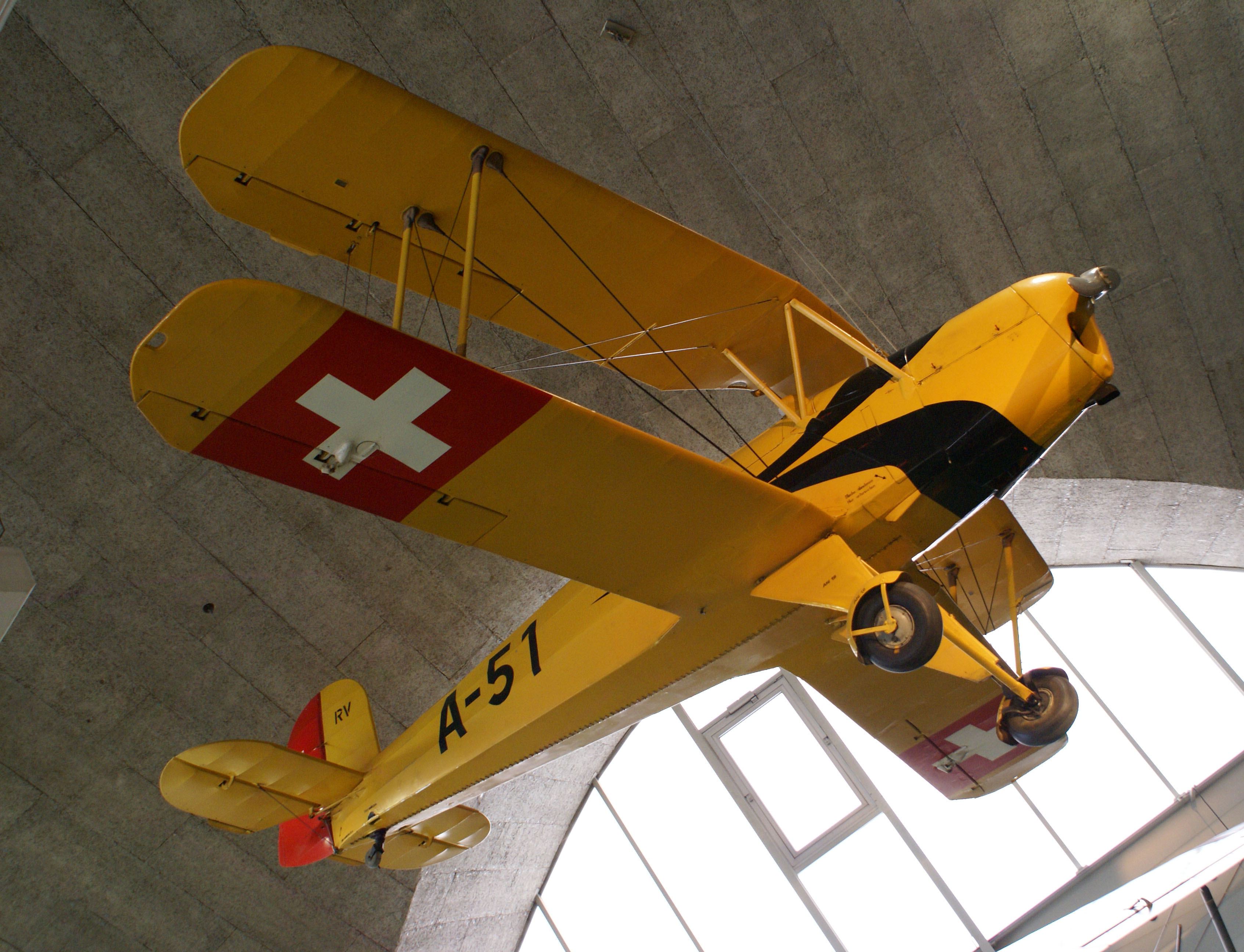
Bücker Bü 131 da Força aérea suíça.

## Especificações (Bü 131B)
Dados de: Jane's Fighting Aircraft of World War II.
Descrições gerais
- Tripulação: 2 - piloto e aluno
- Comprimento: 6,62 m (22 ft)
- Envergadura: 7,40 m (24 ft)
- Altura: 2,35 m (7,7 ft)
- Área alar: 13,5 m² (145 ft²)
- Peso vazio: 380 kg (838 lb)
- Peso bruto (carregado): 670 kg (1 480 lb)

Motorização
- Número de motores: 1x
- Tipo do motor: Motor a pistão em linha invertido de quatro cilindros
- Fabricante/modelo: Hirth HM 504
- Potência por motor: 100 hp (74,6 kW)

Performance
- Velocidade máxima: 183 km/h (114 mph)
- Velocidade total em Nó: 99 kn (183 km/h)
- Alcance: 628 km (390 mi)
- Razão de subida: 2,8 m/s
- Tecto de serviço: 4 050 m (13 300 ft)
- Carga alar: 46,3 kg/m²